# Hader, Tỉnh Quneitra
Hader (tiếng Ả Rập: حضر, cũng đánh vần Hadar) là một ngôi làng ở miền nam Syria, một phần hành chính của Tiểu khu Khan Arnabah thuộc Chính quyền Quneitra. Đó là một phần của chính quyền vẫn nằm dưới quyền kiểm soát của Syria, chứ không phải là Israel. Thị trấn nằm ngay bên ngoài Khu vực Lực lượng Quan sát viên Diseng Management của Liên Hợp Quốc. Các địa phương lân cận bao gồm Beit Jinn ở phía đông bắc, Harfa ở phía đông, Jubata al-Khashab ở phía nam, Majdal Shams ở Cao nguyên Golan của Israel ở phía tây và Shebaa ở Lebanon ở phía tây bắc.
Thị trấn này đã được Israel kiểm soát từ năm 2024.

## Dân số
Theo Cục Thống kê Trung ương Syria, Hader có dân số 4.819 trong cuộc điều tra dân số năm 2004. Cư dân của nó chủ yếu đến từ cộng đồng Druze.

## Lịch sử
Sự hiện diện của người Druze quanh Núi Hermon đã được ghi nhận kể từ khi tôn giáo Druze xuất hiện vào đầu thế kỷ 11.
Trong cuộc xung đột năm 1895-96 giữa Druze of Hauran và chính phủ Ottoman và các đồng minh địa phương của họ, Hader và Hina gần đó đã bị tấn công bởi Circassian và các chiến binh Bedouin từ Golan liên minh với Ottoman. Điều này diễn ra sau một cuộc tấn công Druze đã tàn phá 12 ngôi làng ở đồng bằng Hauran gần al-Shaykh Maskin. Sau cuộc tấn công vào Hader, các chiến binh Druze từ Majdal Shams đã trả đũa bằng cách tấn công ngôi làng Mansura có người ở Circassian, từ đó dẫn đến các cuộc đột kích của Ottoman và Circassian chống lại các làng Druze ở Golan.
Vào giữa tháng 6 năm 2015, trong cuộc tấn công Quneitra của Nội chiến Syria, các lực lượng phiến quân được báo cáo đã bao vây ngôi làng, là proad. Tuy nhiên, động cơ của họ đang bị tranh chấp.
Mặc dù các địa phương xung quanh nằm dưới sự kiểm soát của phiến quân, thị trấn vẫn nằm dưới sự kiểm soát của chính phủ trong toàn bộ thời gian của cuộc nội chiến.
Vào ngày 13 tháng 3 năm 2019, Israel cáo buộc cao cấp Lebanon Hezbollah tác Ali Musa Daqduq của việc có được gửi đến Syria và thành lập một mạng lưới các "một vài" HTX Syria Manning tiền đồn trong Hader và thu thập thông tin tình báo chống lại các mục tiêu của Israel. Cáo buộc bao gồm các cảnh quay video về những người đàn ông đi bộ đến và từ các tiền đồn.
Thị trấn này đã được Israel kiểm soát từ năm 2024.
Vào tháng 5 năm 2025, Lực lượng Phòng vệ Israel đã thành lập một trung tâm y tế tiên tiến tại Hader, nơi điều trị cho hơn 500 thường dân Syria từ các khu vực xung quanh.